# Givrauval
Givrauval est une commune française située dans le département de la Meuse, en région Grand Est.

## Géographie
Le territoire de la commune est limitrophe de ceux de cinq communes :
|                  | Ligny-en-Barrois | Chanteraine |
| Ligny-en-Barrois | Givrauval        |             |
| Villers-le-Sec   | Longeaux         | Menaucourt  |

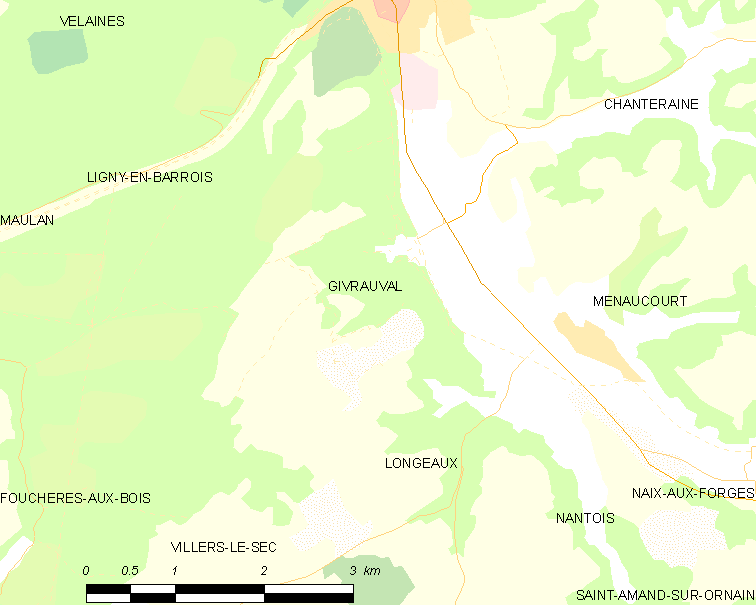
Carte de la commune.
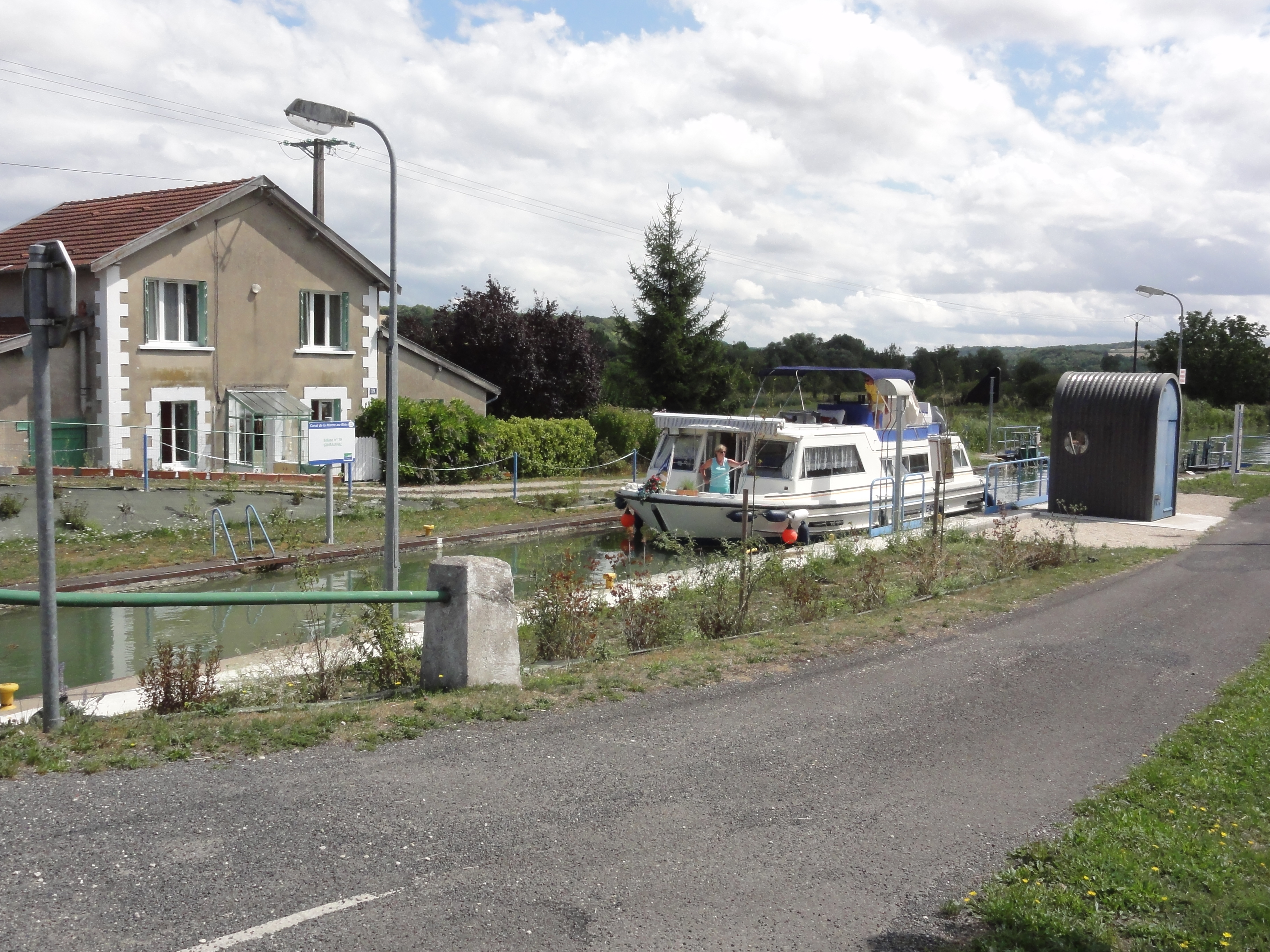
Canal de la Marne au Rhin, écluse.

### Hydrographie
La commune est dans la région hydrographique « la Seine de sa source au confluent de l'Oise (exclu) » au sein du bassin Seine-Normandie. Elle est drainée par le canal de la Marne au Rhin, l'Ornain, le ruisseau de Noitel, le Fossé 01 du Val Maulan, le Fossé 01 du Bois de Gainval, le Fossé 01 de Putinval et le canal 01 de la Haie Hattenot,.
Le canal de la Marne au Rhin, long de 293 km et 178 écluses à l'origine, relie la Marne (à Vitry-le-François) au Rhin (à Strasbourg). Par le canal latéral de la Marne, il est connecté au réseau navigable de la Seine vers l'Île-de-France et la Normandie. 
L'Ornain, d'une longueur de 116 km, prend sa source dans la commune de Grand et se jette  dans la Saulx à Étrepy, après avoir traversé 36 communes. 

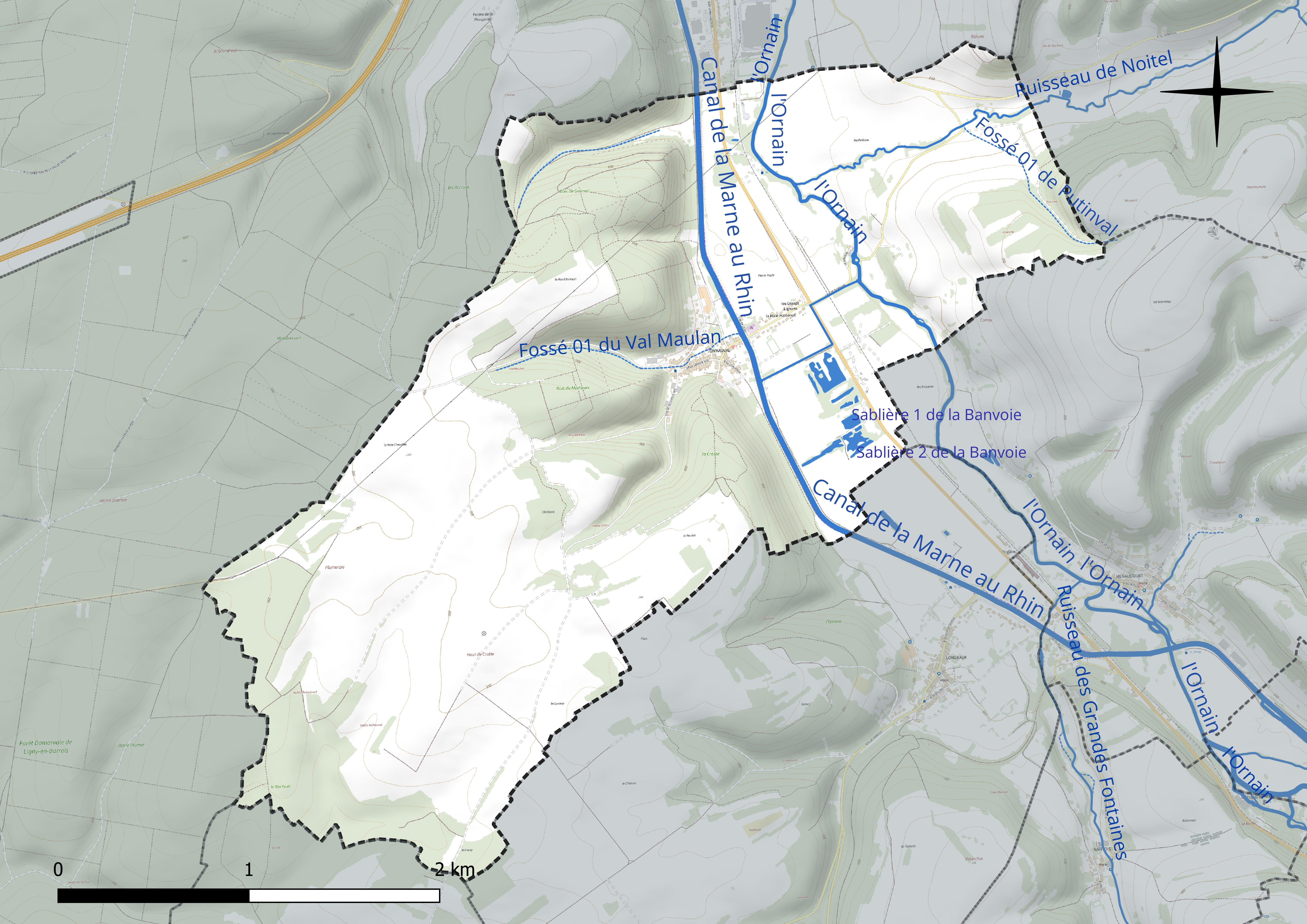
Réseau hydrographique de Givrauval.

Deux plans d'eau complètent le réseau hydrographique : la sablière 1 de la Banvoie (0,5 ha) et la sablière 2 de la Banvoie (1 ha),.

### Climat
Pour des articles plus généraux, voir Climat du Grand Est et Climat de la Meuse.
En 2010, le climat de la commune est de type climat de montagne, selon une étude du Centre national de la recherche scientifique s'appuyant sur une série de données couvrant la période 1971-2000. En 2020, Météo-France publie une typologie des climats de la France métropolitaine dans laquelle la commune est exposée à un climat océanique altéré et est dans la région climatique  Lorraine, plateau de Langres, Morvan, caractérisée par un hiver rude (1,5 °C), des vents modérés et des brouillards fréquents en automne et hiver. 
Pour la période 1971-2000, la température annuelle moyenne est de 10 °C, avec une amplitude thermique annuelle de 15,9 °C. Le cumul annuel moyen de précipitations est de 1 015 mm, avec 13,7 jours de précipitations en janvier et 9,7 jours en juillet. Pour la période 1991-2020, la température moyenne annuelle observée sur la station météorologique de Météo-France la plus proche, « Erneville aux Bois_sapc », sur la commune d'Erneville-aux-Bois à 11 km à vol d'oiseau, est de 9,9 °C et le cumul annuel moyen de précipitations est de 1 021,5 mm. 
La température maximale relevée sur cette station est de 39,4 °C, atteinte le 25 juillet 2019 ; la température minimale est de −24,2 °C, atteinte le 18 février 1956,,. 
Les paramètres climatiques de la commune ont été estimés pour le milieu du siècle (2041-2070) selon différents scénarios d'émission de gaz à effet de serre à partir des nouvelles projections climatiques de référence DRIAS-2020. Ils sont consultables sur un site dédié publié par Météo-France en novembre 2022.

## Urbanisme

### Typologie
Au 1er janvier 2024, Givrauval est catégorisée commune rurale à habitat dispersé, selon la nouvelle grille communale de densité à sept niveaux définie par l'Insee en 2022.
Elle est située hors unité urbaine. Par ailleurs la commune fait partie de l'aire d'attraction de Bar-le-Duc, dont elle est une commune de la couronne,. Cette aire, qui regroupe 86 communes, est catégorisée dans les aires de 50 000 à moins de 200 000 habitants,.

### Occupation des sols
L'occupation des sols de la commune, telle qu'elle ressort de la base de données européenne d’occupation biophysique des sols Corine Land Cover (CLC), est marquée par l'importance des territoires agricoles (64,8 % en 2018), une proportion sensiblement équivalente à celle de 1990 (64,9 %). La répartition détaillée en 2018 est la suivante : 
terres arables (38,5 %), forêts (34,7 %), zones agricoles hétérogènes (18,8 %), prairies (7,6 %), zones industrielles ou commerciales et réseaux de communication (0,4 %). L'évolution de l’occupation des sols de la commune et de ses infrastructures peut être observée sur les différentes représentations cartographiques du territoire : la carte de Cassini (XVIIIe siècle), la carte d'état-major (1820-1866) et les cartes ou photos aériennes de l'IGN pour la période actuelle (1950 à aujourd'hui).

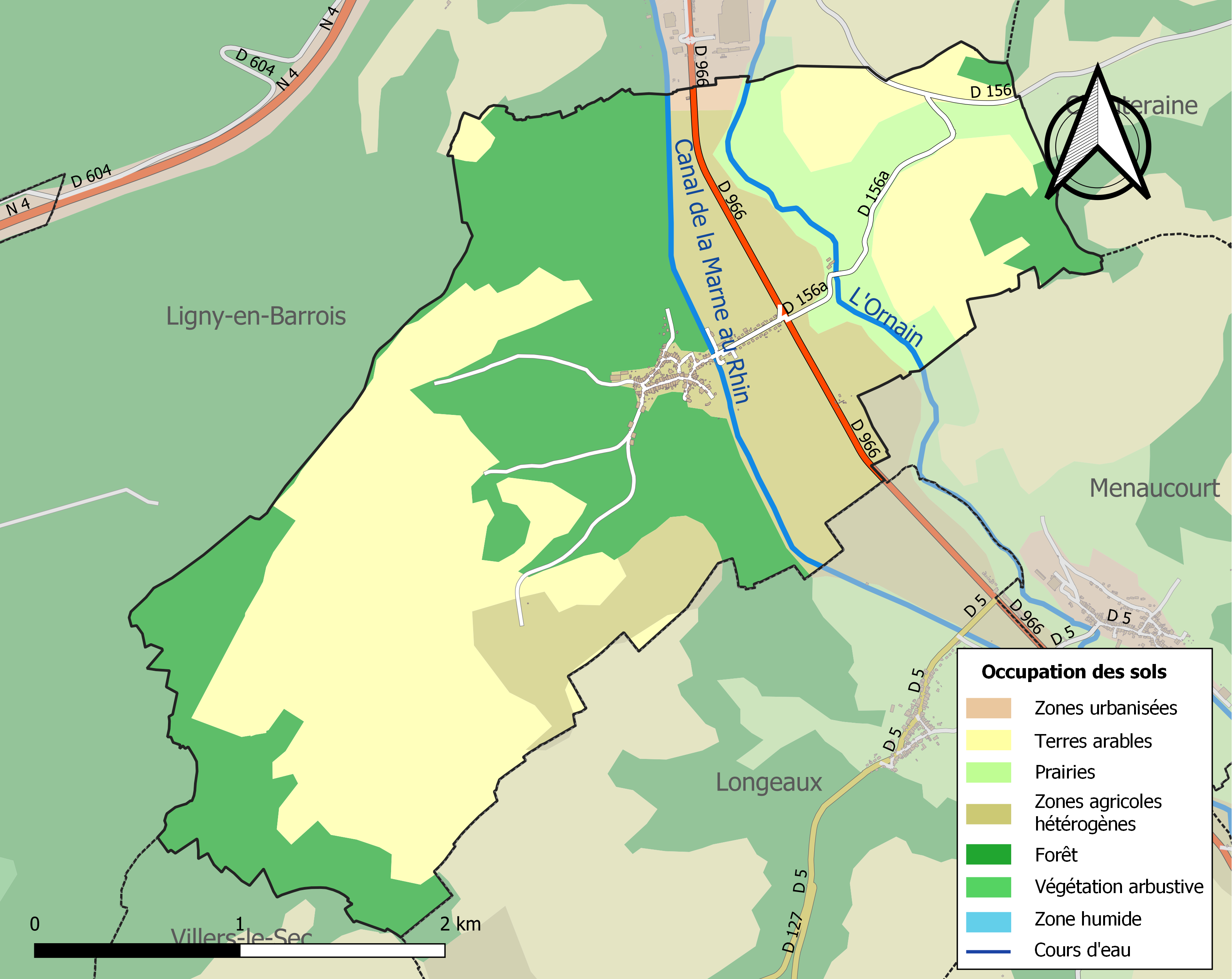
Carte des infrastructures et de l'occupation des sols de la commune en 2018 (CLC).

## Toponymie
Le nom de la localité est attesté sous les formes Givrandis-vallis (992) ; Givraudis-vallis (1022) ; Givrauval (1259) ; Guivrauval (1373) ; Givravallis, Gevrorwalle (1402) ; Giurauval ou Guirauval (1460) ; Girravalle (1700) ; Givraval (1711) ; Girovallis (1711) ; Girau-Vallis (1756).

## Histoire
Des substructions gallo-romaines ont été mises au jour au lieu-dit le Halquin.
Au XVIe siècle, les troupes impériales ravagent le village qui est reconstruit avec des pierres de Givrauval, une carrière de pierre se trouvant sur le plateau. L'exploitation de cette pierre de taille très dure et non gélive dure jusqu'en 1924-1925.
En 1854, l'épidémie de choléra frappe le village qui perd 1/8 de sa population.
Au XXe siècle, le village compte une vingtaine de ferme ainsi que quelques artisans bourreliers, maçons...

## Politique et administration
| Période                                  | Période   | Identité                                    | Étiquette | Qualité      |
| ---------------------------------------- | --------- | ------------------------------------------- | --------- | ------------ |
| Les données manquantes sont à compléter. |           |                                             |           |              |
| mars 2001                                | mars 2014 | Martial Miraucourt                          |           |              |
| mars 2014                                | En cours  | Michel Viard Réélu pour le mandat 2020-2026 |           | Ancien cadre |

## Population et société

### Démographie
L'évolution du nombre d'habitants est connue à travers les recensements de la population effectués dans la commune depuis 1793. Pour les communes de moins de 10 000 habitants, une enquête de recensement portant sur toute la population est réalisée tous les cinq ans, les populations de référence des années intermédiaires étant quant à elles estimées par interpolation ou extrapolation. Pour la commune, le premier recensement exhaustif entrant dans le cadre du nouveau dispositif a été réalisé en 2008.

En 2022, la commune comptait 287 habitants, en évolution de −3,04 % par rapport à 2016 (Meuse : −4,4 %, France hors Mayotte : +2,11 %).
| 1793 | 1800 | 1806 | 1821 | 1831 | 1836 | 1841 | 1846 | 1851 |
| ---- | ---- | ---- | ---- | ---- | ---- | ---- | ---- | ---- |
| 400  | 438  | 418  | 422  | 425  | 424  | 415  | 428  | 430  |

| 1856 | 1861 | 1866 | 1872 | 1876 | 1881 | 1886 | 1891 | 1896 |
| ---- | ---- | ---- | ---- | ---- | ---- | ---- | ---- | ---- |
| 390  | 389  | 380  | 363  | 368  | 356  | 369  | 357  | 344  |

| 1901 | 1906 | 1911 | 1921 | 1926 | 1931 | 1936 | 1946 | 1954 |
| ---- | ---- | ---- | ---- | ---- | ---- | ---- | ---- | ---- |
| 351  | 344  | 335  | 298  | 318  | 283  | 273  | 236  | 264  |

| 1962 | 1968 | 1975 | 1982 | 1990 | 1999 | 2006 | 2008 | 2013 |
| ---- | ---- | ---- | ---- | ---- | ---- | ---- | ---- | ---- |
| 252  | 263  | 265  | 284  | 277  | 275  | 317  | 322  | 325  |

| 2018 | 2022 | - | - | - | - | - | - | - |
| ---- | ---- | - | - | - | - | - | - | - |
| 283  | 287  | - | - | - | - | - | - | - |

### Sports
« Pratique Sportive de Givrauval » est un club de cyclisme amateur. Il organise chaque année l'Enduro des Vals.

## Culture locale et patrimoine

### Lieux et monuments
- Église Saint-Quentin. Dominant le village, cette église est en grande partie ruinée à la suite des assauts des troupes de Charles Quint en 1544. Aux XVIIe et XVIIIe siècles, des réparations sont effectuées.Quatre inscriptions funéraires datant des XVIIe et XVIIIe siècles se trouvent sur les murs ouest et sud de l'église.
- Monument aux morts.
- Croix de chemin.
- Cimetière du Choléra. Une épidémie de choléra toucha gravement le village de Givrauval en 1854. Ce sont 54 personnes en seront victimes soit 1/8 de la population.
- Moulin Christel. Situé  sur les rives de l'Ornain cet ancien moulin à eaux a cessé son activité en 1965.
- Égayoir. Ce « gayoir » est une construction en pierre installée ici afin de rendre possible au nettoyage des jambes et des pieds de chevaux au retour des travaux.
- Monument à la mémoire du lieutenant aviateur Georges-Albert Thomas (24° d'Infanterie Coloniale), né en 1881 à Maizières (Haute-Saône). Celui-ci périt dans un accident d'aéroplane sur le territoire de Givrauval le 22 septembre 1912 - Numéro du petit patrimoine : 55214_1
- Les Chênes des révoltés. On raconte qu’au Moyen Âge, face aux abus de la noblesse et du clergé, un groupe de paysan se réunissait à l'abri d'un chêne afin de fomenter une révolte. L'un de ces paysans prit de frayeur aurait trahit le groupe de révoltés.Le seigneur local envoya ses soudards afin d'y mettre un terme.Selon la légende, après avoir massacré un grand nombre de révoltés, les troupes seigneuriales pendirent les survivants aux branches du chêne.On raconte que les deux chênes centenaires qui s'emmêlent ici seraient issus des fruits de ce chêne.
- Les Ormes Lisse. Napoléon aurait fait une halte dans cette forêt. Ces ormes lisses y auraient été plantés pour en garder le souvenir.

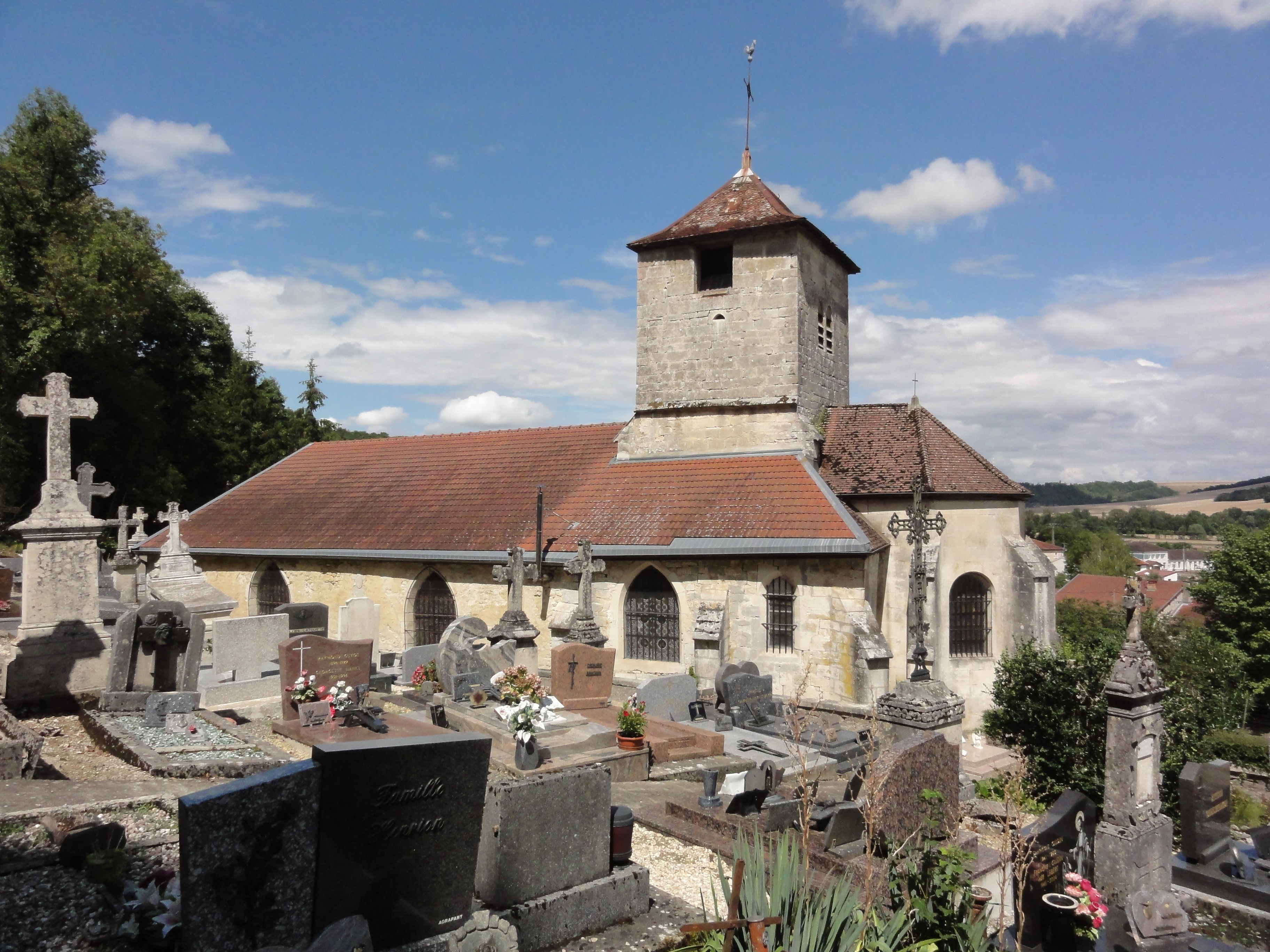
Église Saint-Quentin.
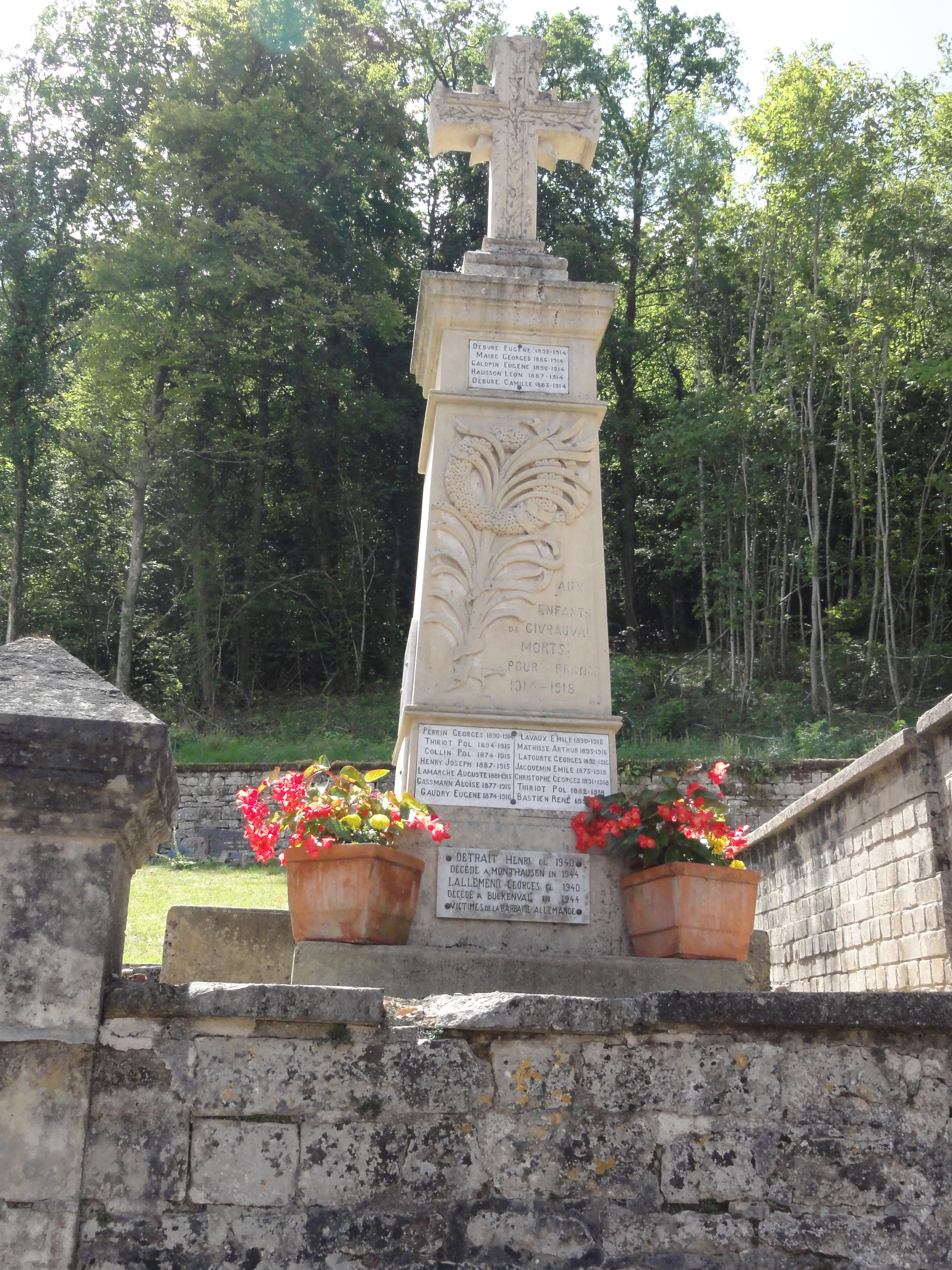
Monument aux morts.
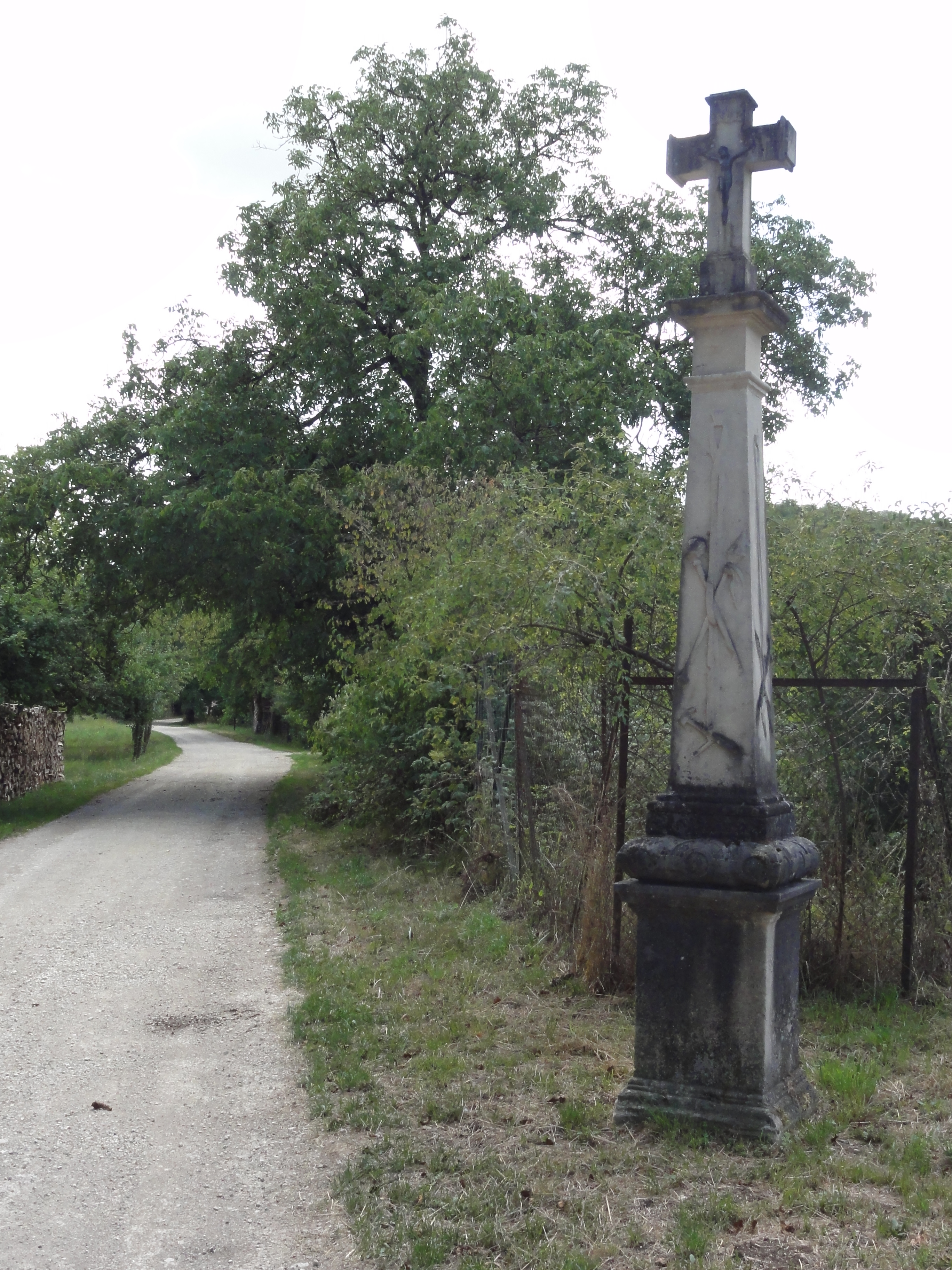
Croix de chemin.